# غوستافو فيريدنيك
غوستافو فيريدنيك (Gustavo Perednik) هو محاضر وكاتب أرجنتيني وإسرائيلي يكتب باللغة الأسبانية، ولد في 21 أكتوبر 1956 بالأرجنتين من عام 1990 بدولة إسرائيل. 
كتب فيريدنيك 14 كتب معظمتهن تناولت بمعاداة السامية. الرواية المركزية التي كتب فيريدنيك هي «اليودوفوبية» (La judeofobia 2001) وهي ترجم للعبرية ولبرتغالية.

في عام 2009 نشرت دار النشر الإسبانية "PLANETA" الكتاب «قاتل بدون خطوات» (Matar sin que se note) الذي كتبها فيريدنيك. تناولت الكتاب بتحقيق العملية الانتحاريه التي صارت في بوينس آيرس في عام 1994. يتهم فيريدنيق في هذا الكتاب إيران بعلاقتها للعمليه الانتحاريه.

## أعماله
En lo de los Santander, 1980

Ajitofel, 1988

Hebreo soy, 1989

 
1990,Custodia de cuatro mil años 

 
Lémej, 1992

 
2001, اليودوفوبية

 
España descarrilada, 2004

 
2005,Grandes pensadores

 
2006,Notables pensadores

 
El silencio de Darwin, 2006

 
2007, Célebres pensadores

 
2009,Matar sin que se note (قاتل بدون خطوات)

 
La patria fue un libro ,2010